# Торси-ле-Гран (Об)
Торси́-ле-Гран (фр. Torcy-le-Grand) — коммуна во Франции, находится в регионе Шампань — Арденны. Департамент — Об. Входит в состав кантона Арси-сюр-Об. Округ коммуны — Труа.
Код INSEE коммуны — 10379.
Коммуна расположена приблизительно в 140 км к востоку от Парижа, в 50 км южнее Шалон-ан-Шампани, в 28 км к северу от Труа.

## Население
Население коммуны на 2008 год составляло 420 человек.
| 1962 | 1968 | 1975 | 1982 | 1990 | 1999 | 2008 |
| ---- | ---- | ---- | ---- | ---- | ---- | ---- |
| 232  | 254  | 343  | 401  | 414  | 414  | 420  |

## Экономика
В 2007 году среди 272 человек в трудоспособном возрасте (15—64 лет) 205 были экономически активными, 67 — неактивными (показатель активности — 75,4 %, в 1999 году было 72,3 %). Из 205 активных работали 193 человека (107 мужчин и 86 женщин), безработных было 12 (3 мужчины и 9 женщин). Среди 67 неактивных 16 человек были учениками или студентами, 29 — пенсионерами, 22 были неактивными по другим причинам.